# Macchi M.52
Macchi M.52 var ett italienskt tävlingsflygplan designat av Mario Castoldi för tävlingarna om Schneidertrofén.

## Historia
Macchi M.52 var en vidareutveckling av Macchi M.39 som vann 1926 års Schneidercup. Trots en avsevärt starkare motor var M.52 både mindre och lättare än M.39. Totalt fem flygplan byggdes varav ett var provflygplan. Tre maskiner deltog i tävlingen om Schneidertrofén i Venedig 4 november 1927. Alla tre drabbades av motorproblem och tvingades ett efter ett att avbryta tävlingen som vanns av Storbritannien med flygplanet Supermarine S.5. Trots problemen var de italienska flygplanen snabbare än de brittiska och major Mario de Bernardi satte nytt hastighetsrekord med 479,3 km/h i sin M.52.
Ett femte flygplan med beteckningen M.52bis (även kallad M.52R) byggdes med något ändrad aerodynamisk utformning av flottörer samt något kortare vingar. Den 30 mars 1928 blev M.52bis, åter med Mario de Bernardi som pilot, det första flygplan att flyga snabbare än 500 km/h med en topphastighet på 512,7 km/h.